# Kappa Draconis
Kappa Draconis (Shǎowèi (少尉), 5 Draconis) é uma estrela na direção da constelação de Draco. Possui uma ascensão reta de 12h 33m 29.04s e uma declinação de +69° 47′ 17.6″. Sua magnitude aparente é igual a 3.85. Considerando sua distância de 498 anos-luz em relação à Terra, sua magnitude absoluta é igual a −2.07. Pertence à classe espectral B6IIIp. É uma estrela variável γ Cassiopeiae.